# Grand Prix Arabii Saudyjskiej 2024
Grand Prix Arabii Saudyjskiej 2024, oficjalnie Formula 1 STC Saudi Arabian Grand Prix 2024 – druga runda Mistrzostw Świata Formuły 1 w sezonie 2024. Weekend Grand Prix odbył się w dniach 7–9 marca 2024 na torze Jeddah Corniche Circuit w Dżuddzie. Wyścig, po starcie z pole position, wygrał Max Verstappen (Red Bull Racing), a na podium kolejno stanęli Sergio Pérez (Red Bull Racing) oraz Charles Leclerc (Ferrari).

## Lista startowa
Na czerwonym tle kierowcy wycofani z weekendu wyścigowego.
| Nr          | Kierowca         | Zespół                        | Samochód                          | Silnik              | Opony |
| ----------- | ---------------- | ----------------------------- | --------------------------------- | ------------------- | ----- |
| 1           | Max Verstappen   | Oracle Red Bull Racing        | Red Bull RB20                     | Honda RBPTH002      | P     |
| 2           | Logan Sargeant   | Williams Racing               | Williams FW46                     | Mercedes-AMG F1 M15 | P     |
| 3           | Daniel Ricciardo | Visa Cash App RB F1 Team      | RB VCARB 01                       | Honda RBPTH002      | P     |
| 4           | Lando Norris     | McLaren Formula 1 Team        | McLaren MCL38                     | Mercedes-AMG F1 M15 | P     |
| 10          | Pierre Gasly     | BWT Alpine F1 Team            | Alpine A524                       | Renault E-Tech RE24 | P     |
| 11          | Sergio Pérez     | Oracle Red Bull Racing        | Red Bull RB20                     | Honda RBPTH002      | P     |
| 14          | Fernando Alonso  | Aston Martin Aramco F1 Team   | Aston Martin AMR24                | Mercedes-AMG F1 M15 | P     |
| 16          | Charles Leclerc  | Scuderia Ferrari              | Ferrari SF-24                     | Ferrari 066/12      | P     |
| 18          | Lance Stroll     | Aston Martin Aramco F1 Team   | Aston Martin AMR24                | Mercedes-AMG F1 M15 | P     |
| 20          | Kevin Magnussen  | MoneyGram Haas F1 Team        | Haas VF-24                        | Ferrari 066/10      | P     |
| 22          | Yūki Tsunoda     | Visa Cash App RB F1 Team      | RB VCARB 01                       | Honda RBPTH002      | P     |
| 23          | Alexander Albon  | Williams Racing               | Williams FW46                     | Mercedes-AMG F1 M15 | P     |
| 24          | Zhou Guanyu      | Stake F1 Team Kick Sauber     | Kick Sauber C44                   | Ferrari 066/12      | P     |
| 27          | Nico Hülkenberg  | MoneyGram Haas F1 Team        | Haas VF-24                        | Ferrari 066/10      | P     |
| 31          | Esteban Ocon     | BWT Alpine F1 Team            | Alpine A524                       | Renault E-Tech RE24 | P     |
| 38          | Oliver Bearman   | Scuderia Ferrari              | Ferrari SF-24                     | Ferrari 066/12      | P     |
| 44          | Lewis Hamilton   | Mercedes-AMG PETRONAS F1 Team | Mercedes-AMG F1 W15 E Performance | Mercedes-AMG F1 M15 | P     |
| 55          | Carlos Sainz Jr. | Scuderia Ferrari              | Ferrari SF-24                     | Ferrari 066/12      | P     |
| 63          | George Russell   | Mercedes-AMG PETRONAS F1 Team | Mercedes-AMG F1 W15 E Performance | Mercedes-AMG F1 M15 | P     |
| 77          | Valtteri Bottas  | Stake F1 Team Kick Sauber     | Kick Sauber C44                   | Ferrari 066/12      | P     |
| 81          | Oscar Piastri    | McLaren Formula 1 Team        | McLaren MCL38                     | Mercedes-AMG F1 M15 | P     |
| Źródło: FIA |                  |                               |                                   |                     |       |

## Wyniki

### Najlepsze czasy sesji treningowych
| Sesja       | Nr | Kierowca        | Konstruktor                  | Czas     | Okr. |
| ----------- | -- | --------------- | ---------------------------- | -------- | ---- |
| 1           | 1  | Max Verstappen  | Red Bull Racing-Honda RBPT   | 1:29,659 | 24   |
| 2           | 14 | Fernando Alonso | Aston Martin Aramco-Mercedes | 1:28,827 | 28   |
| 3           | 1  | Max Verstappen  | Red Bull Racing-Honda RBPT   | 1:28,412 | 13   |
| Źródło: FIA |    |                 |                              |          |      |

### Kwalifikacje
| P                    | Nr | Kierowca         | Konstruktor                  | Czasy w kwalifikacjach | Czasy w kwalifikacjach | Czasy w kwalifikacjach | Poz. s. |
| P                    | Nr | Kierowca         | Konstruktor                  | Q1                     | Q2                     | Q3                     | Poz. s. |
| -------------------- | -- | ---------------- | ---------------------------- | ---------------------- | ---------------------- | ---------------------- | ------- |
| 1                    | 1  | Max Verstappen   | Red Bull Racing-Honda RBPT   | 1:28,171               | 1:28,033               | 1:27,472               | 1       |
| 2                    | 16 | Charles Leclerc  | Ferrari                      | 1:28,318               | 1:28,112               | 1:27,791               | 2       |
| 3                    | 11 | Sergio Pérez     | Red Bull Racing-Honda RBPT   | 1:28,638               | 1:28,467               | 1:27,807               | 3       |
| 4                    | 14 | Fernando Alonso  | Aston Martin Aramco-Mercedes | 1:28,706               | 1:28,122               | 1:27,846               | 4       |
| 5                    | 81 | Oscar Piastri    | McLaren-Mercedes             | 1:28,755               | 1:28,343               | 1:28,089               | 5       |
| 6                    | 4  | Lando Norris     | McLaren-Mercedes             | 1:28,805               | 1:28,479               | 1:28,132               | 6       |
| 7                    | 63 | George Russell   | Mercedes                     | 1:28,749               | 1:28,448               | 1:28,316               | 7       |
| 8                    | 44 | Lewis Hamilton   | Mercedes                     | 1:28,994               | 1:28,606               | 1:28,460               | 8       |
| 9                    | 63 | Yūki Tsunoda     | RB-Honda RBPT                | 1:28,988               | 1:28,564               | 1:28,547               | 9       |
| 10                   | 18 | Lance Stroll     | Aston Martin Aramco-Mercedes | 1:28,250               | 1:28,578               | 1:28,572               | 10      |
| 11                   | 38 | Oliver Bearman   | Ferrari                      | 1:28,984               | 1:28,642               |                        | 11      |
| 12                   | 23 | Alexander Albon  | Williams-Mercedes            | 1:29,107               | 1:28,980               |                        | 12      |
| 13                   | 20 | Kevin Magnussen  | Haas-Ferrari                 | 1:29,069               | 1:29,020               |                        | 13      |
| 14                   | 3  | Daniel Ricciardo | RB-Honda RBPT                | 1:29,065               | 1:29,025               |                        | 14      |
| 15                   | 27 | Nico Hülkenberg  | Haas-Ferrari                 | 1:29,055               | –                      |                        | 15      |
| 16                   | 77 | Valtteri Bottas  | Kick Sauber-Ferrari          | 1:29,179               |                        |                        | 16      |
| 17                   | 31 | Esteban Ocon     | Alpine-Renault               | 1:29,475               |                        |                        | 17      |
| 18                   | 10 | Pierre Gasly     | Alpine-Renault               | 1:29,479               |                        |                        | 18      |
| 19                   | 2  | Logan Sargeant   | Williams-Mercedes            | 1:29,526               |                        |                        | 19      |
| 107% czasu: 1:34,342 |    |                  |                              |                        |                        |                        |         |
| NS                   | 24 | Zhou Guanyu      | Kick Sauber-Ferrari          | –                      |                        |                        | 20      |
| Źródło: FIA          |    |                  |                              |                        |                        |                        |         |

### Wyścig
| P           | Nr | Kierowca         | Konstruktor                  | Okr. | Czas                 | Poz. s. | +/−       | Punkty |
| ----------- | -- | ---------------- | ---------------------------- | ---- | -------------------- | ------- | --------- | ------ |
| 1           | 1  | Max Verstappen   | Red Bull Racing-Honda RBPT   | 50   | 1:20:43,273          | 1       | Bez zmian | 25     |
| 2           | 11 | Sergio Pérez     | Red Bull Racing-Honda RBPT   | 50   | +13,643              | 3       | 1         | 18     |
| 3           | 16 | Charles Leclerc  | Ferrari                      | 50   | +18,639              | 2       | 1         | 15+1   |
| 4           | 81 | Oscar Piastri    | McLaren-Mercedes             | 50   | +32,007              | 5       | 1         | 12     |
| 5           | 14 | Fernando Alonso  | Aston Martin Aramco-Mercedes | 50   | +35,759              | 4       | 1         | 10     |
| 6           | 63 | George Russell   | Mercedes                     | 50   | +39,936              | 7       | 1         | 8      |
| 7           | 38 | Oliver Bearman   | Ferrari                      | 50   | +42,679              | 11      | 4         | 6      |
| 8           | 4  | Lando Norris     | McLaren-Mercedes             | 50   | +45,708              | 6       | 2         | 4      |
| 9           | 44 | Lewis Hamilton   | Mercedes                     | 50   | +47,391              | 8       | 1         | 2      |
| 10          | 27 | Nico Hülkenberg  | Haas-Ferrari                 | 50   | +1:16,996            | 15      | 5         | 1      |
| 11          | 23 | Alexander Albon  | Williams-Mercedes            | 50   | +1:28,354            | 12      | 1         |        |
| 12          | 20 | Kevin Magnussen  | Haas-Ferrari                 | 50   | +1:45,737            | 13      | 1         |        |
| 13          | 31 | Esteban Ocon     | Alpine-Renault               | 49   | +1 okrążenie         | 17      | 4         |        |
| 14          | 2  | Logan Sargeant   | Williams-Mercedes            | 49   | +1 okrążenie         | 19      | 5         |        |
| 15          | 22 | Yūki Tsunoda     | RB-Honda RBPT                | 49   | +1 okrążenie         | 9       | 6         |        |
| 16          | 3  | Daniel Ricciardo | RB-Honda RBPT                | 49   | +1 okrążenie         | 14      | 2         |        |
| 17          | 77 | Valtteri Bottas  | Kick Sauber-Ferrari          | 49   | +1 okrążenie         | 16      | 1         |        |
| 18          | 24 | Zhou Guanyu      | Kick Sauber-Ferrari          | 49   | +1 okrążenie         | 20      | 2         |        |
| NS          | 18 | Lance Stroll     | Aston Martin Aramco-Mercedes | 5    | NU (wypadek)         | 10      |           |        |
| NS          | 10 | Pierre Gasly     | Alpine-Renault               | 1    | NU (skrzynia biegów) | 18      |           |        |
| Źródło: FIA |    |                  |                              |      |                      |         |           |        |

### Najszybsze okrążenie
| Nr          | Kierowca        | Konstruktor | Czas     | Okr. |
| ----------- | --------------- | ----------- | -------- | ---- |
| 16          | Charles Leclerc | Ferrari     | 1:31,632 | 50   |
| Źródło: FIA |                 |             |          |      |

### Prowadzenie w wyścigu
| Nr                              | Kierowca       | Konstruktor                | Okrążenia  | Suma |
| ------------------------------- | -------------- | -------------------------- | ---------- | ---- |
| 1                               | Max Verstappen | Red Bull Racing-Honda RBPT | 1–7, 13–50 | 45   |
| 4                               | Lando Norris   | McLaren-Mercedes           | 8–12       | 5    |
| \| Wykres \| \| ------ \| \| \| |                |                            |            |      |
| Źródło: FIA                     |                |                            |            |      |
| Wykres                          |                |                            |            |      |
|                                 |                |                            |            |      |

## Klasyfikacja po wyścigu

### Kierowcy
| P           | +/−       | Kierowca         | Zgł. | Punkty | P1 | P2 | P3 | PP | NO | NS | NU |
| ----------- | --------- | ---------------- | ---- | ------ | -- | -- | -- | -- | -- | -- | -- |
| 1           | Bez zmian | Max Verstappen   | 2    | 51     | 2  | –  | –  | 2  | 1  | –  | –  |
| 2           | Bez zmian | Sergio Pérez     | 2    | 36     | –  | 2  | –  | –  | –  | –  | –  |
| 3           | 1         | Charles Leclerc  | 2    | 28     | –  | –  | 1  | –  | 1  | –  | –  |
| 4           | 1         | George Russell   | 2    | 18     | –  | –  | –  | –  | –  | –  | –  |
| 5           | 3         | Oscar Piastri    | 2    | 16     | –  | –  | –  | –  | –  | –  | –  |
| 6           | 3         | Carlos Sainz Jr. | 1    | 15     | –  | –  | 1  | –  | –  | –  | –  |
| 7           | 2         | Fernando Alonso  | 2    | 12     | –  | –  | –  | –  | –  | –  | –  |
| 8           | 2         | Lando Norris     | 2    | 12     | –  | –  | –  | –  | –  | –  | –  |
| 9           | 2         | Lewis Hamilton   | 2    | 8      | –  | –  | –  | –  | –  | –  | –  |
| 10          | N         | Oliver Bearman   | 1    | 6      | –  | –  | –  | –  | –  | –  | –  |
| 11          | 5         | Nico Hülkenberg  | 2    | 1      | –  | –  | –  | –  | –  | –  | –  |
| 12          | 2         | Lance Stroll     | 2    | 1      | –  | –  | –  | –  | –  | 1  | 1  |
| 13          | 2         | Alexander Albon  | 2    | 0      | –  | –  | –  | –  | –  | –  | –  |
| 14          | 3         | Zhou Guanyu      | 2    | 0      | –  | –  | –  | –  | –  | –  | –  |
| 15          | 3         | Kevin Magnussen  | 2    | 0      | –  | –  | –  | –  | –  | –  | –  |
| 16          | 3         | Daniel Ricciardo | 2    | 0      | –  | –  | –  | –  | –  | –  | –  |
| 17          | Bez zmian | Esteban Ocon     | 2    | 0      | –  | –  | –  | –  | –  | –  | –  |
| 18          | 4         | Yūki Tsunoda     | 2    | 0      | –  | –  | –  | –  | –  | –  | –  |
| 19          | 1         | Logan Sargeant   | 2    | 0      | –  | –  | –  | –  | –  | –  | –  |
| 20          | 1         | Valtteri Bottas  | 2    | 0      | –  | –  | –  | –  | –  | –  | –  |
| 21          | 3         | Pierre Gasly     | 2    | 0      | –  | –  | –  | –  | –  | 1  | 1  |
| Źródło: FIA |           |                  |      |        |    |    |    |    |    |    |    |

### Konstruktorzy
| P           |  | Konstruktor                  | Zgł. | Punkty | P1 | P2 | P3 | PP | NO | NS | NU |
| ----------- |  | ---------------------------- | ---- | ------ | -- | -- | -- | -- | -- | -- | -- |
| 1           |  | Red Bull Racing-Honda RBPT   | 4    | 87     | 2  | 2  | –  | 2  | 1  | –  | –  |
| 2           |  | Ferrari                      | 4    | 49     | –  | –  | 2  | –  | 1  | –  | –  |
| 3           |  | McLaren-Mercedes             | 4    | 28     | –  | –  | –  | –  | –  | –  | –  |
| 4           |  | Mercedes                     | 4    | 26     | –  | –  | –  | –  | –  | –  | –  |
| 5           |  | Aston Martin Aramco-Mercedes | 4    | 13     | –  | –  |    | –  | –  | 1  | 1  |
| 6           |  | Haas-Ferrari                 | 4    | 1      | –  | –  | –  | –  | –  | –  | –  |
| 7           |  | Williams-Mercedes            | 4    | 0      | –  | –  | –  | –  | –  | –  | –  |
| 8           |  | Kick Sauber-Ferrari          | 4    | 0      | –  | –  | –  | –  | –  | –  | –  |
| 9           |  | RB-Honda RBPT                | 4    | 0      | –  | –  | –  | –  | –  | –  | –  |
| 10          |  | Alpine-Renault               | 4    | 0      | –  | –  | –  | –  | –  | 1  | 1  |
| Źródło: FIA |  |                              |      |        |    |    |    |    |    |    |    |